# 空気読み。
『空気読み。』（くうきよみ）は、ジー・モードより2008年6月2日に発売された携帯電話ゲーム、及びシリーズ名。場の空気を読めているかどうかを診断するという内容で、公式サイトでは「“空気読めてる度”診断ゲーム」「KY度診断アプリ」等と紹介している。

## 基本システム
全100問が一定間隔で次々と出題される。各問題では、赤色の線で描かれたもの（主に「お前」の文字が書かれた服を着ている人物。通称「お前」）を操作し、様々な状況において場の空気を読む行動をとる。問題内では目的や操作方法が示されないため、プレイヤーが各自で判断することになる。全問終了後は、プレイ結果を複数項目に分けて数値化したレーダーチャートと結果に応じたコメントが表示される。
上記の通常モードに加え、全100問のうちの10問をプレイする「サクっと空気読み。」モードや、通常とは逆に空気を読まない行動をとることを目指す「読まない。」モードなどもある。

## シリーズ作品一覧

### ゲームソフト
| タイトル                                                                                        | 発売日 | 備考 |
| ----------------------------------------------------------------------------------------------- | --- | --- |
| 空気読み。                                                                                      | iアプリ：2008年6月2日 EZアプリ：2008年7月31日 S!アプリ：2008年9月1日 iOS,Android：2011年9月20日 auスマートパス：2012年2月20日 | |
| 空気読み。DS                                                                                    | ニンテンドーDSiウェア：2009年3月25日                                                                                          | タッチ操作で行う問題に加え、音声入力に対応した問題も収録。 |
| 空気読み。2                                                                                     | iアプリ：2010年12月1日 S!アプリ：2011年3月1日 EZアプリ：2011年3月3日 iOS,Android：2012年10月11日                              | |
| いまどきの空気読み。夏バージョン                                                                | iアプリ,S!アプリ,EZアプリ,Android：2011年7月8日 iOS：2011年7月12日                                                            | 節電を題材とした問題を収録。 Android,iOS版は無料配信。 |
| よしもとの空気読み。                                                                            | auスマートパス(Android),iOS,Android：2013年3月1日 auスマートパス(iOS)：2013年3月4日                                           | よしもとクリエイティブ・エージェンシー所属の芸人を題材とした問題を収録。 |
| よしもとの空気読み。2                                                                           | iOS,Android：2013年5月15日 | 上記作品の続編。 |
| 選挙の空気読み。                                                                                | iOS,Android：2013年7月19日 | 2013年7月21日に投開票が行われた第23回参議院議員通常選挙に合わせ、選挙関連の問題を収録。 2013年7月31日までの期間限定配信。無料。 |
| 空気カメラ。                                                                                    | Android：2013年8月9日 | 無料のカメラアプリ。顔認証機能で被写体の顔部分を「空気読み。」のキャラクター風にする機能や「空気読み。」の世界観を表現したフレームを搭載。 |
| 空気読み。無料診断                                                                              | Android：2013年10月22日 | 第1作目『空気読み。』の無料配信版。ゲーム内ではバナー広告が表示される。 |
| 空気読み。3 女子の空気読み。                                                                    | Android：2013年12月2日 iOS：2013年12月9日 auスマートパス：2014年3月6日                                                        | 女性を取り巻く環境を題材とした問題を収録。 |
| 占いバキューン! 空気読み。編                                                                    | Android：2013年12月2日 iOS：2013年12月9日                                                                                     | 歴代の「空気読み。」シリーズに登場したキャラクターを的とする射的ゲーム。無料。 ジー・モード配信のゲームアプリ『占いバキューン!』のシステムを基にしている。 |
| みんなで空気読み。                                                                              | Nintendo Switch：2018年8月30日 PlayStation 4：2019年11月15日 Steam：2020年3月31日                                             | 第1作目『空気読み。』をベースに新規の問題と2人同時プレイ対応の「ふたりで空気読み。」モードを追加。 |
| みんなで空気読み。2 〜令和〜                                                                    | Nintendo Switch：2019年9月26日 Steam：2020年9月30日 PlayStation 4：2021年1月12日                                              | 『空気読み。2』をベースに新規の問題と「ふたりで空気読み。」モードを追加。 |
| みんなで空気読み。3                                                                             | Nintendo Switch：2021年3月19日 Steam：2021年6月23日 PlayStation 4：2021年9月3日                                               | 『空気読み。3』と同様に女性の「お前」を主に操作する内容だが問題を一新している。 |
| みんなで空気読み。1・2・3+                                                                      | Nintendo Switch：2021年11月25日                                                                                               | 「みんなで空気読み。」シリーズの3作品、および第1作目『空気読み。』の「G-MODEアーカイブス」形式の復刻版をセットにしたパッケージソフト。 初回生産版には「お前アイマスク」と「お前アクリルスタンド（背景付き）」を同梱。 ジー・モードがパッケージソフトを発売するのは本作が初。 |
| みんなで空気読み。オンライン                                                                    | Nintendo Switch：2022年12月22日 Steam：正式版未定                                                                             | シリーズ初のオンラインプレイ対応で、参加者による投票で空気読めてる度ナンバーワンを決定するという趣向になっている。 Steamの早期アクセス版は2022年6月20日より「空気読み。オンライン」のタイトルで無料配信され、同年12月20日のアップデートで有料化した。 |
| みんなで空気読み。コロコロコミックVer. 〜コロコロコミック読みますか？それとも空気読みますか？〜 | Nintendo Switch(ダウンロード版)：2023年7月20日 Nintendo Switch(パッケージ版)：2023年11月30日                                  | 小学館の漫画雑誌『月刊コロコロコミック』とのコラボレーション作品。 『月刊コロコロコミック』2023年6月号より、漫画家15人が「お前」風の絵柄で描くリレー漫画が連載され、2024年1月26日には単行本が発売された。 |
| みんなで空気読み。4                                                                             | Nintendo Switch, Steam：2024年11月14日                                                                                        | 「お前」の幼少期に焦点が当てられ、誰もが子供時代に体験したような出来事を振り返りながら空気を読むという趣向になっている。 2025年5月23日には、絶体絶命の状況を題材とした有料DLC『みんなで空気読み。4 DLC「絶体絶命」編』が発売された。 |
| お前ゲーム+                                                                                     | Nintendo Switch：2025年1月30日 Steam：2025年2月13日                                                                           | 『みんなで空気読み。4』収録のミニゲーム「お前ゲーム」にマルチプレイモードやスコアランキング機能などを追加し単独ソフト化した作品。 |
| Jumpお前+                                                                                       | Nintendo Switch：2025年2月13日 Steam：2025年2月27日                                                                           | 『みんなで空気読み。4』収録のミニゲーム「Jumpお前」に2人プレイモードやスコアランキング機能の追加および中盤以降のステージ構成のリニューアルを行い単独ソフト化した作品。 |
| 8人お前+                                                                                        | Nintendo Switch：2025年2月27日 Steam：2025年3月13日                                                                           | 『みんなで空気読み。4』収録のミニゲーム「8人お前」に2人プレイモードやスコアランキング機能などを追加し単独ソフト化した作品。 |
| みんなで空気読み。ワールド タイVer.                                                             | Nintendo Switch, Steam：2025年予定                                                                                            | タイが舞台で、タイならではの状況の中で空気を読む。『みんなで空気読み。ワールド』は、様々な国や地域を舞台とする新シリーズと銘打たれている。 開発を担当したのは、以前にジー・モードより発売されたソフト『Timelie』の開発元であるタイのスタジオのUrnique Studioで、作中の問題100問すべてを手掛けている。Urnique Studioがタイのシチュエーションで『空気読み。』のゲームをぜひ作ってみたいとジー・モードに伝えたことで企画が実現した。 |

### その他
みんなで空気読み。究極の二択
『空気読み。』を題材としたボードゲーム。ジー・モードと株式会社MOGURA ENTERTAINMENTの共同開発。2024年11月16日発売。
1つのお題とその答えとなる2択が書かれたカード（「仕事」「恋愛」「生活」「フリー」のジャンルがあり全部で108種類）の中から親が1枚を選び、2択の答えを示す投票カード（赤または青）を裏にして場に置く。親以外のプレイヤーは親が2択のどちらを選んだかを予想し同じように投票カードを裏にして場に置く。投票終了後にカードを一斉にオープンし、親と同じ色だったプレイヤーは「空気チップ」を1枚獲得、全員が同じ色だった場合は親も空気チップを1枚獲得する。その後親を交代して一連のやり取りを繰り返し、最終的に空気チップの獲得数が最も多いプレイヤーの勝利となる。

## コラボレーション
home 5G
2023年2月10日から2月28日まで行われたNTTドコモのホームルーター「home 5G」とのコラボレーションキャンペーンとして、ルーターの表面に貼り付ける「「お前」ステッカー」がhome 5Gの購入者にプレゼントされた。
ホロライブプロダクション
『みんなで空気読み。オンライン』内で、ホロライブプロダクションの紫咲シオン、桃鈴ねね、尾丸ポルカの3人とのコラボレーションイベントが2023年2月16日から3月31日まで実施された。
TRIGUN STAMPEDE
『みんなで空気読み。オンライン』内で、コラボレーションイベントが2023年6月7日から8月6日まで実施された。
時雨ミト
VTuberの時雨ミトを「お前」風に描いたコラボレーションイラストを用いた各種グッズが制作され、2023年8月16日より予約販売が開始された。
ジー・モードのサイトの記述によると、このコラボレーションは『みんなで空気読み。』の担当者と時雨ミトの魂（中の人）がたまたま知り合いだったため実現したとのこと。
みんな大好き塊魂アンコール+ 王様プチメモリー
『みんなで空気読み。オンライン』内で2023年9月4日から10月3日の期間に行われたイベントで、塊魂をモチーフにしたアバターアイテムが配布・販売され、塊魂をテーマとした問題も出題された。
あおぎり高校
東京ゲームショウ2023にて、ステージイベントやグッズ販売が行われた。また、2024年6月27日から7月26日までの期間には『みんなで空気読み。オンライン』内でコラボレーションイベントが実施された。
斗和キセキ
『みんなで空気読み。1・2・3+』のパッケージのジャケット画像を斗和キセキに差し替えた特別な画像が2024年3月1日よりpdfファイル形式で無料配布されている。
深淵組
VTuberグループ「深淵組」とコラボレーションしたグッズの制作が2024年4月より行われている。
8番のりば（Steam版）
ゲーム内広告として『みんなで空気読み。1・2・3+』の画像が使用されている。